# Ricardo Salomón
Ricardo Enrique Salomón (San Miguel de Tucumán, Tucumán, 17 de julio de 1958) es un exfutbolista argentino que jugaba como arquero.

## Trayectoria

### Atlético Tucumán
Salomón debutó en Atlético Tucumán 1978. En su primera etapa en Atlético se consagró campeón de la Liga Tucumana en 1978 y 1979. En su segunda etapa se coronó campeón de la Liga Tucumana 1983 y fue titular en el Nacional 1984. Su tercer y último paso por el decano fue entre 1988 y 1991, cuando se retiró del fútbol.
Salomón jugó un total de 130 partidos con la camiseta de Atlético Tucumán.

### Atlético Concepción
En 1982 llega a Atlético Concepción en búsqueda de minutos. Con el equipo bandeño, jugó el Nacional 1982.

### Racing de Córdoba
Se mudó a Córdoba en 1985 para sumarse a Racing. En donde jugó hasta la temporada 1986/87.

### Millonarios
En 1987 tendría su primera experiencia internacional, cuando viajó a Colombia para jugar en Millonarios. En el equipo bogotano disputó un puñado de partidos, salió al finalizar el primer semestre, después de 4 partidos atajados. Fue reemplazado por Rubén Cousillas que se coronó campeón del campeonato colombiano.

## Clubes
| Club                | País      |
| ------------------- | --------- |
| Atlético Tucumán    | Argentina |
| Atlético Concepción | Argentina |
| Racing de Córdoba   | Argentina |
| Millonarios         | Colombia  |

## Palmarés
| Título                | Equipo           | País      | Año  |
| --------------------- | ---------------- | --------- | ---- |
| Liga Tucumana         | Atlético Tucumán | Argentina | 1978 |
| Liga Tucumana         | Atlético Tucumán | Argentina | 1979 |
| Liga Tucumana         | Atlético Tucumán | Argentina | 1983 |
| Campeonato Colombiano | Millonarios      | Colombia  | 1987 |